# Чемпионат мира по бегу по пересечённой местности 1990
Чемпионат мира по бегу по пересечённой местности 1990 прошёл 24 марта 1990 года в городе Экс-ле-Бен, Франция.
Всего было проведено 4 забега — мужчины (дистанция 12 км), женщины (8 км), а также забеги юниоров (8 км) и юниорок (6 км). Также разыгрывались победители в командном первенстве — складываются четыре лучших результата от страны и по сумме наименьшего времени определялись чемпионы. В командном зачёте среди мужчин победила Кения, а среди женщин — Советский Союз. Команда СССР в составе Елены Романовой, Надежды Галямовой, Ольги Назаркиной и Регины Чистяковой с минимальным отрывом в одно очко обошла команды Эфиопии. Кроме того, Елена Романова заняла в личном первенстве третье место.

## Результаты

### Мужчины
| Место | Имя             | Гражданство | Время 0(м:с) |
| ----- | --------------- | ----------- | ------------ |
| 1     | Халид Сках      | Марокко     | 34:21        |
| 2     | Мозес Тануи     | Кения       | 34:21        |
| 3     | Джулиус Корир   | Кения       | 34:22        |
| 4     | Хаджи Балбула   | Эфиопия     | 34:25        |
| 5     | Уильям Мутвол   | Кения       | 34:26        |
| 6     | Ибрахим Кинутиа | Кения       | 34:30        |
| 7     | Домингуш Каштру | Португалия  | 34:45        |
| 8     | Абебе Меконнен  | Эфиопия     | 34:49        |

### Женщины
| Место | Имя                      | Время 0(м:с) |
| ----- | ------------------------ | ------------ |
| 1.    | Линн Дженнингс (USA)     | 19:21        |
| 2.    | Альбертина Диас (POR)    | 19:33        |
| 3.    | Елена Романова (URS)     | 19:33        |
| 4.    | Лучиа Йешак (ETH)        | 19:33        |
| 5.    | Надия Дандоло (ITA)      | 19:39        |
| 6.    | Джейн Нгото (KEN)        | 19:41        |
| 7.    | Консесайо Феррейра (POR) | 19:45        |
| 8.    | Виорика Гикан (ROU)      | 19:47        |